# Топу
Топу (порт. Ilhéu do Topo) — остров в составе Азорских островов. Площадь 20 га. Расположен к югу от острова Сан-Жоржи. Остров входит в состав охраняемой территории вследствие богатства морских птиц. На Топу гнездятся розовая крачка (Sterna dougallii), речная крачка (Sterna sandvicensis), мадейрский буревестник (Oceanodroma castro), Calonectris diomedea borealis, Puffinus assimilis baroli.
Остров находится в заброшенном состоянии вследствие чрезмерного выпаса овец и крупного рогатого скота. Был классифицирован в качестве частично заповедной зоны Региональным законодательным декретом № 13/84/A.